# Gulvedssläktet
Gulvedssläktet (Cladrastis) är ett växtsläkte i familjen ärtväxter med sex arter från östra Asien och Nordamerika.
Släktet består av lövfällande buskar och träd. Bladen är parbladiga med 7-13 strödda delblad med svullen bas. Ibland förekommer stipler. Blommorna sitter oftast många i en vippa. Fodret är cylindriskt till klocklikt, med fem korta flikar. Kronbladen är vita till rosa. Ståndarna är 10, nästan helt fria. Frukten är en platt balja.

## Odling
Bör platseras på en näringsrik jord i ett soligt läge. Förökas med frön eller rotsticklingar. Möjligen är gulved (C. kentukea) den enda härdiga arten i Sverige.